# Stefan Grand Prix
A Stefan Grand Prix foi uma equipe sérvia de automobilismo proposta que tentou competir na Fórmula 1, a partir de 2010, liderada por Zoran Stefanović.

## História
A Stefan Grand Prix foi uma das quinze equipes que enviaram uma proposta para ingressar na Fórmula 1, a partir da temporada de 2010, porém, seu pedido acabou sendo rejeitado, sendo escolhido a Virgin Racing, Campos Meta, Lotus Racing e US F1 Team. Logo, Stefanović apresentou uma queixa na Comissão Europeia, alegando que teria sido dado preferência para equipes que utilizariam os motores Cosworth, o caso das quatro escolhidas.

### Chassis da Toyota
Em novembro de 2009, a Toyota Racing anunciou sua saída da categoria, deixando a equipe a venda. Stefanović anunciou planos de comprar a equipe com a intenção de estar presente na primeira corrida da temporada, no Bahrein. Em janeiro de 2010, anunciou a compra do chassis, motor e as instalações da Toyota em Colônia. O japonês Kazuki Nakajima (dispensado da Williams) e o canadense Jacques Villeneuve (campeão de Fórmula 1 em 1997) seriam os pilotos. Para ser o engenheiro-chefe, foi escolhido Mike Coughlan, conhecido por participar do caso de espionagem envolvendo Ferrari e McLaren em 2007.
Pelo fato das equipes Campos Meta 1 (posteriormente, rebatizada Hispania Racing Team) e USF1 passarem por dificuldades em assegurar meios para competir, Stefanović ficou mais confiante quanto a sua participação na temporada de 2010, a equipe enviou material para o Bahrain e marcou testes no Autódromo Internacional do Algarve entre 25 e 28 de Fevereiro de 2010, entretanto, os testes foram cancelados, segundo Zoran, por falta de pneus apropriados, pois o contrato de exclusividade da Bridgestone com a F1 não permite fornecimento de material para equiopes que não estejam formalmente inscritas na categoria. No dia 3 de março, a FIA anunciou oficialmente que a equipe USF1 não competiria na temporada de 2010, porém, neste mesmo comunicado, a FIA declarou que não haveria substituição da equipe, sendo assim, os planos de Stefanović chegaram ao fim.
Zoran pretendia recorrer na justiça novamente, contra a decisão da FIA de não aceitar substituição da equipe desistente. Com a retirada da US F1 Team da lista de inscrições, a Stefan chegou a ser incluída na relação de equipes estreantes na Temporada de Fórmula 1 de 2011, mas, a uma semana do GP da Itália, a FIA anunciou que nenhuma escuderia apresentou os requisitos necessários para estrear, deixando a vaga de décima-segunda equipe da F-1 sem representante.